# Friedhof der Liberalen Jüdischen Gemeinde Hannover

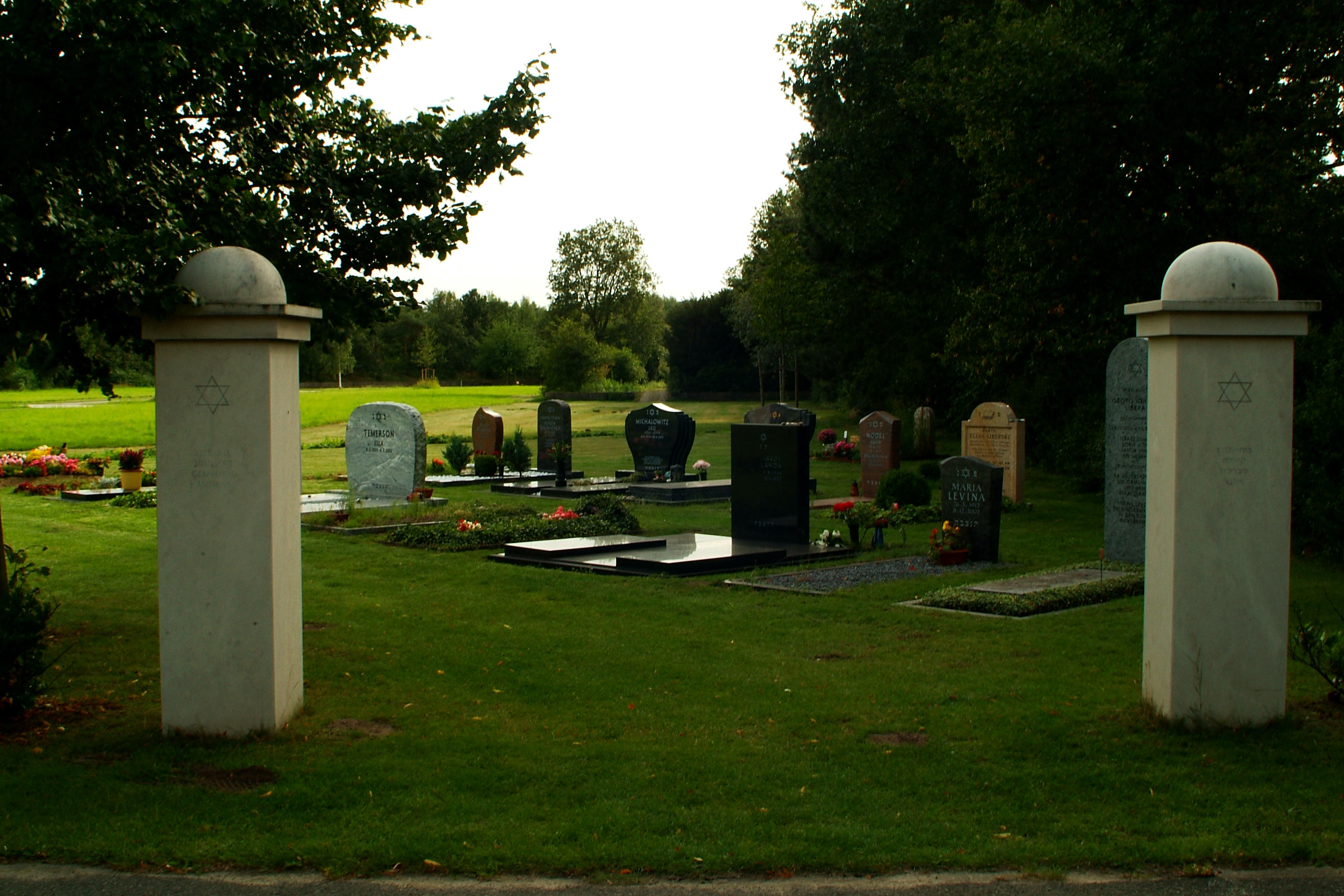
Friedhof der Liberalen Jüdischen Gemeinde Hannover

Der Friedhof der Liberalen Jüdischen Gemeinde Hannover ist der jüngste der vier jüdischen Friedhöfe in der niedersächsischen Landeshauptstadt Hannover.

## Geschichte
Die Liberale Jüdische Gemeinde Hannover wurde 1995 gegründet. Nicht alle liberalen Juden konnten auf dem jüdischen Friedhof Bothfeld der (nicht-liberalen) jüdischen Gemeinde Hannover begraben werden. Die Liberale Gemeinde war zu dieser Zeit noch keine Körperschaft des öffentlichen Rechts, weshalb sie keinen eigenen Friedhof betreiben durfte. Stattdessen wurde 2001 ein 1600 Quadratmeter großes Gräberfeld für die Liberale Gemeinde als Abteilung des Stadtfriedhofs Lahe eröffnet.
Im Jahr 2013 erhielt die Liberale Jüdische Gemeinde Hannover die Körperschaftsrechte und damit das Recht, einen eigenen Friedhof betreiben zu dürfen. 2017 kaufte die Liberale Gemeinde das Gräberfeld von der Landeshauptstadt Hannover, seitdem ist der Friedhof eigenständig und nicht mehr Teil des ihn umgebenden Stadtfriedhofs Lahe. So konnte die Liberale Gemeinde sicherstellen, dass Gräber nicht nach 20-jähriger städtischer Ruhefrist neu belegt werden, sondern gemäß jüdischem Gebot ewig bestehen.
Bis 2013 wurden hier 32 Personen bestattet.